# 林辺渓

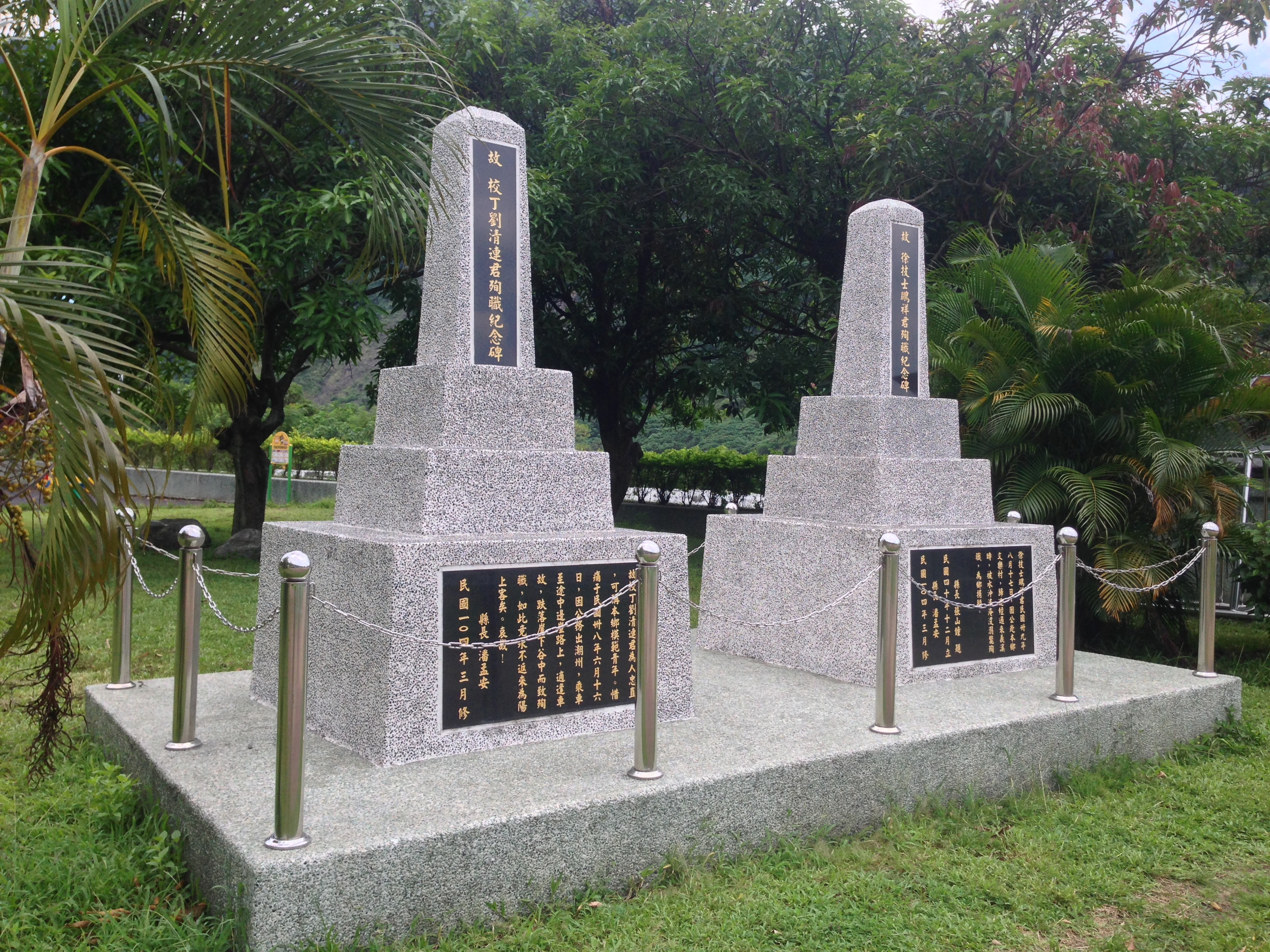
林辺渓で罹災した劉清連と鵬祥を悼む殉職記念碑

林辺渓（りんべんけい、林邊溪）は台湾の屏東県を流れる全長42キロメートル、流域面積336.30平方キロメートルの河川である。南大武山の南西麓に発し、泰武郷、来義郷、新埤郷、佳冬郷、林辺郷を流れて台湾海峡に注ぐ。河口域では林辺郷と佳冬郷の境界をなす。主な支流に力力渓がある。

## 開発
林辺渓管理計画は1929年から1934年にかけて実施され、1937年には台湾総督府が直轄する主要河川に含められて林辺渓治水事務所が設置された。戦後、治水事務所は台湾省水利局（経済部水利署の前身）に引き継がれたが、流域全体が屏東県に収まることから、1998年6月に政府直轄から県市管理河川に格下げされた。2018年には来義郷と新埤郷の境界付近に分流・洪水調節・貯水機能を備えた大潮州人工湖が造られた。

## 八八水災
- 2009年8月6日から8月9日にかけて台湾を襲った台風8号（アジア名：モーラコット）により全土で猛烈な雨となり、台湾各地で気象観測史上最多雨量を記録した[6]。特に台湾中南部及び東南部の被害が大きく、1959年の八七水災（中国語版）以来最悪の水害となった。この水害を八八水災または新八七水災と呼ぶ。
- 林辺渓も林辺郷側の堤防が決壊し、郷全体が浸水した。平均水深は1メートル、最深部では2メートルに達した。

## 水系の主要河川
- 林辺渓：屏東郡
  - 力力渓（力里渓）：新埤郷、枋寮郷、来義郷、春日郷

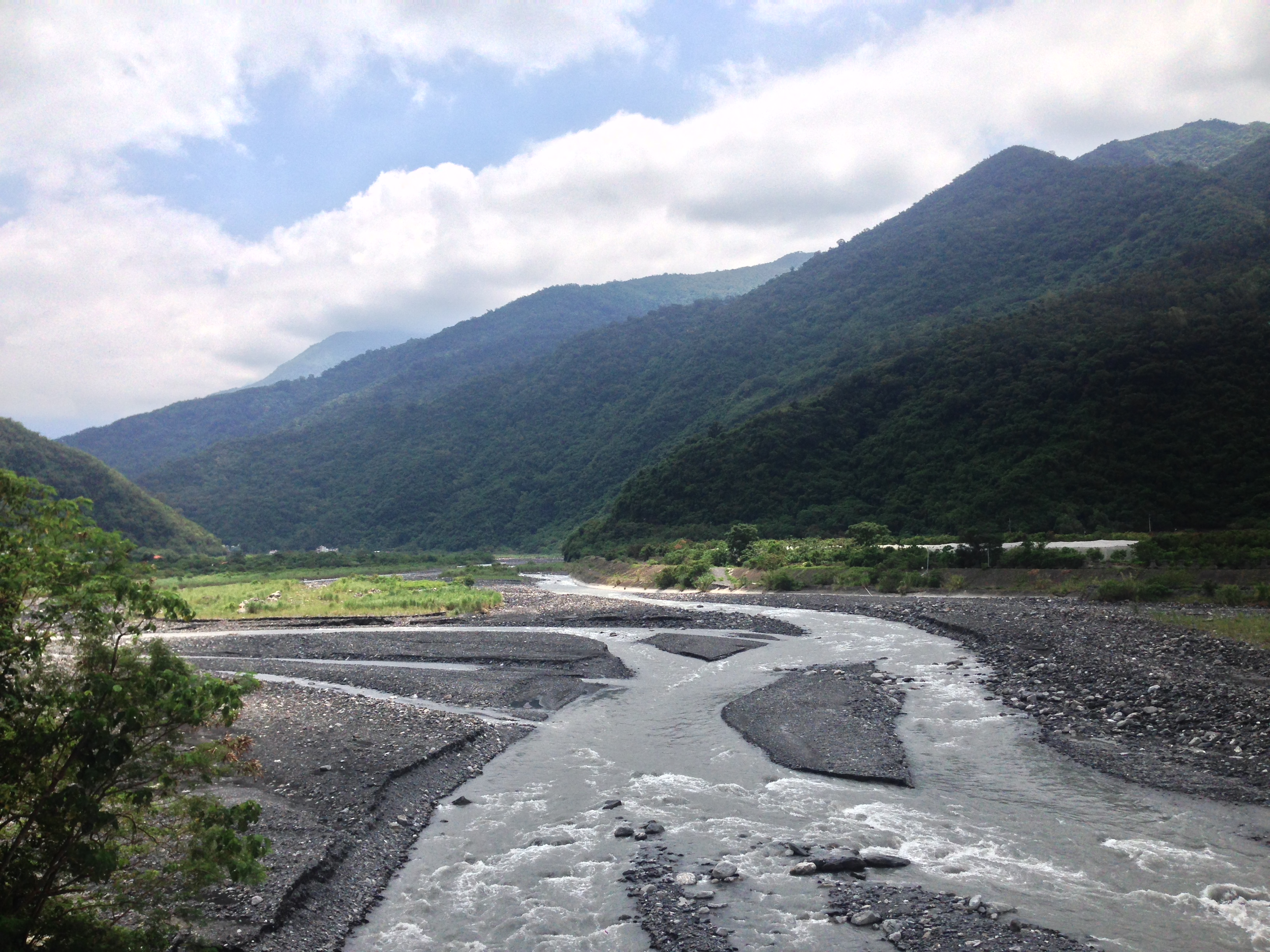
来義郷を流れる林辺渓上流部

    - 七佳渓：春日郷、来義郷

  - 尖刀尾渓：来義郷
  - 来社渓：来義郷
  - 瓦魯斯渓：来義郷、泰武郷
    - 大後渓（托阿沃渓）：来義郷、泰武郷

## 主な橋梁

### 林辺渓
- 台鉄林辺溪橋（台湾鉄路管理局屏東線）
- 林辺大橋（省道台17線）
- 新埤大橋（台1線）
- 箕湖大橋（郷道屏118線）
- 餉潭大橋（県道185号 ）
- 丹林吊橋
- 丹林大橋
- 来義大橋（郷道屏109線、屏110線）

### 瓦魯斯渓
- 瓦魯斯渓大橋
- 泰義大橋